# Temporada 1973-74 de los Houston Rockets
La temporada 1973-74 fue la tercera de los Houston Rockets en su nueva localización de Texas, y la séptima en la NBA, tras haber jugado las cuatro primeras en San Diego (California). La temporada regular acabó con 32 victorias y 50 derrotas, ocupando el sexto puesto de la conferencia Oeste, no logrando clasificarse para los playoffs.

## Elecciones en elDraft
| Ronda | Puesto | Jugador      | Posición  | Nacionalidad   | Universidad      |
| ----- | ------ | ------------ | --------- | -------------- | ---------------- |
| 1     | 6      | Ed Ratleff   | Alero     | Estados Unidos | Long Beach State |
| 3     | 51     | E.C. Coleman | Ala-Pívot | Estados Unidos | Houston Baptist  |

## Temporada regular
| División Central    | División Central | División Central | División Central | División Central | División Central | División Central | División Central | División Central |
| Equipo              | G                | P                | %                | PD               | Casa             | Fuera            | Neutral          | Div              |
| ------------------- | ---------------- | ---------------- | ---------------- | ---------------- | ---------------- | ---------------- | ---------------- | ---------------- |
| y-Capital Bullets   | 47               | 35               | .573             | –                | 31–10            | 15–25            | 1–0              | 14–8             |
| Atlanta Hawks       | 35               | 47               | .427             | 12               | 23–18            | 12–25            | 0–4              | 13–9             |
| Houston Rockets     | 32               | 50               | .390             | 15               | 18–23            | 13–25            | 1–2              | 9–13             |
| Cleveland Cavaliers | 29               | 53               | .354             | 18               | 18–23            | 11–28            | 0–2              | 8–14             |

## Estadísticas
| Rk | Jugador          | Edad | P  | PT | MP   | TC  | TCI  | %TC  | TL  | TLI | %TL  | RO  | RD  | RT   | AS  | RB  | TAP | BP | FP  | PTS  |
| -- | ---------------- | ---- | -- | -- | ---- | --- | ---- | ---- | --- | --- | ---- | --- | --- | ---- | --- | --- | --- | -- | --- | ---- |
| 1  | Rudy Tomjanovich | 25   | 80 |    | 40.3 | 9.9 | 18.4 | .536 | 4.8 | 5.7 | .848 | 2.9 | 6.1 | 9.0  | 3.1 | 1.1 | 0.8 |    | 2.9 | 24.5 |
| 2  | Calvin Murphy    | 25   | 81 |    | 36.1 | 8.3 | 15.9 | .522 | 3.8 | 4.4 | .868 | 0.6 | 1.7 | 2.3  | 7.4 | 1.9 | 0.0 |    | 3.8 | 20.4 |
| 3  | Mike Newlin      | 25   | 76 |    | 34.1 | 6.7 | 15.0 | .448 | 5.0 | 5.8 | .856 | 1.0 | 2.4 | 3.4  | 4.8 | 1.1 | 0.1 |    | 3.4 | 18.4 |
| 4  | Don Smith        | 27   | 79 |    | 31.1 | 4.3 | 9.3  | .459 | 2.4 | 3.0 | .804 | 3.3 | 8.4 | 11.7 | 2.1 | 1.0 | 1.3 |    | 2.9 | 10.9 |
| 5  | Matt Guokas      | 29   | 39 |    | 25.8 | 2.4 | 5.2  | .458 | 0.5 | 0.7 | .750 | 0.4 | 1.1 | 1.5  | 3.4 | 0.7 | 0.4 |    | 1.9 | 5.3  |
| 6  | Otto Moore       | 27   | 13 |    | 24.1 | 2.5 | 5.3  | .464 | 0.3 | 0.6 | .500 | 1.5 | 4.9 | 6.5  | 1.4 | 0.8 | 1.4 |    | 2.8 | 5.2  |
| 7  | Jack Marin       | 29   | 47 |    | 23.4 | 4.5 | 9.4  | .474 | 1.7 | 2.1 | .837 | 0.6 | 1.6 | 2.3  | 2.6 | 0.5 | 0.2 |    | 2.6 | 10.7 |
| 8  | Cliff Meely      | 26   | 77 |    | 22.8 | 4.3 | 10.0 | .427 | 1.2 | 1.8 | .643 | 1.3 | 4.4 | 5.7  | 1.6 | 0.7 | 1.0 |    | 3.0 | 9.7  |
| 9  | Ed Ratleff       | 23   | 81 |    | 21.9 | 3.1 | 7.2  | .434 | 1.3 | 1.6 | .798 | 1.1 | 2.4 | 3.5  | 2.2 | 1.1 | 0.3 |    | 2.2 | 7.5  |
| 10 | E.C. Coleman     | 23   | 58 |    | 18.5 | 2.2 | 4.3  | .512 | 0.8 | 1.3 | .635 | 1.4 | 2.9 | 4.3  | 1.3 | 0.6 | 0.3 |    | 2.8 | 5.2  |
| 11 | Dave Wohl        | 24   | 26 |    | 17.3 | 2.3 | 4.9  | .480 | 1.3 | 1.6 | .786 | 0.2 | 0.5 | 0.7  | 4.2 | 1.7 | 0.0 |    | 2.5 | 6.0  |
| 12 | Kevin Kunnert    | 22   | 25 |    | 14.4 | 2.2 | 4.6  | .491 | 0.4 | 0.7 | .588 | 1.6 | 2.8 | 4.4  | 0.7 | 0.2 | 1.2 |    | 2.7 | 4.9  |
| 13 | Jimmy Walker     | 29   | 3  |    | 12.7 | 2.3 | 4.0  | .583 | 0.0 | 0.3 | .000 | 0.0 | 0.7 | 0.7  | 1.3 | 0.0 | 0.0 |    | 1.3 | 4.7  |
| 14 | Ron Riley        | 23   | 36 |    | 11.7 | 1.6 | 4.0  | .393 | 0.3 | 0.4 | .714 | 1.0 | 2.4 | 3.4  | 0.8 | 0.4 | 0.6 |    | 1.9 | 3.4  |
| 15 | Stan McKenzie    | 29   | 11 |    | 10.2 | 0.6 | 2.2  | .292 | 0.5 | 0.7 | .750 | 0.3 | 1.2 | 1.5  | 0.5 | 0.3 | 0.0 |    | 1.5 | 1.8  |
| 16 | George Johnson   | 26   | 26 |    | 9.2  | 0.9 | 2.0  | .451 | 0.3 | 0.7 | .471 | 0.8 | 1.6 | 2.3  | 0.3 | 0.3 | 0.3 |    | 1.8 | 2.1  |
| 17 | Paul McCracken   | 23   | 4  |    | 3.3  | 0.3 | 1.0  | .250 | 0.0 | 0.0 |      | 0.3 | 1.3 | 1.5  | 0.5 | 0.0 | 0.0 |    | 0.8 | 0.5  |

## Galardones y récords
| Jugador          | Galardón |
| Rudy Tomjanovich | All-Star |